# Virgen de la Granada (advocación)
La Virgen de la Granada es una advocación mariana española del suroeste de España, concretamente la encontramos en Sevilla, Huelva, Badajoz y Granada.

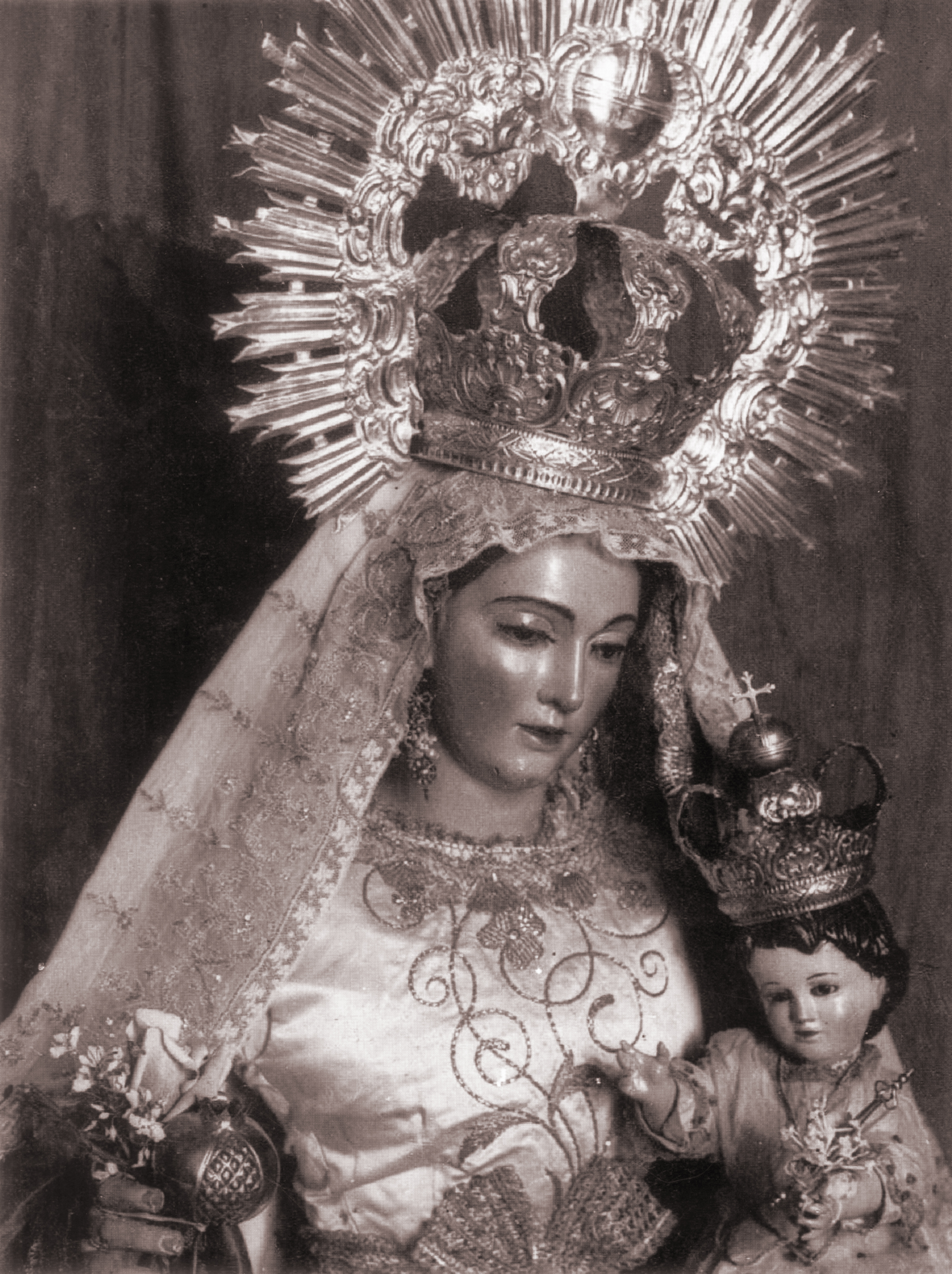
Antigua fotografía de Ntra. Sra. de la Granada Coronada de Guillena.

## Historia de la advocación
La advocación procede de la época en la que el rey Fernando III el Santo pasaba por los pueblos conquistados en Andalucía, y en la que tuvo un papel importante la orden militar de Santiago comandada por su maestre Pelayo Pérez Correa.
El Gran Maestre de Santiago tenía por capellán a un monje de su orden, quien solía hacer oración en un bosque cercano. Será a este freire a quien se le aparezca la Virgen, entregándole el siguiente mensaje: "le mandó fuesse al Maestre Don Pelayo su devoto, y le dixesse de su parte, que tuviese grande ánimo, y confianza en Dios, y en su protección, porque sin duda vencería, y destruiría del todo a los Moros y que en señal de la victoria le daba aquella granada; y que después de conseguirla, era voluntad de su Hijo, que edificasse un Templo en Honra suya, y que en el colocaría la Imagen que le baxaba en prenda de su amor. Desapareció con esto la visión y el virtuoso sacerdote  reparó, que entre las ramas de un granado se dexaba ver una Imagen de Nuestra Señora sentada, con el Niño Jesús y una granada en la mano".
También estuvo presente la advocación de Ntra. Sra. de la Granada a otros lugares como Cantillana. Es ahí donde nuevamente esta Orden implanta la advocación a la Virgen de la Granada (presidiendo la parroquia hasta 1850 una talla de la Virgen de la Granada del siglo XVI atribuida a Jorge Fernández, fue tapiada durante la guerra en la parroquia para que fuera quemada, actualmente se dice que aún sigue tapiada ).

## Imágenes de Ntra. Sra. de la Granada

### Llerena

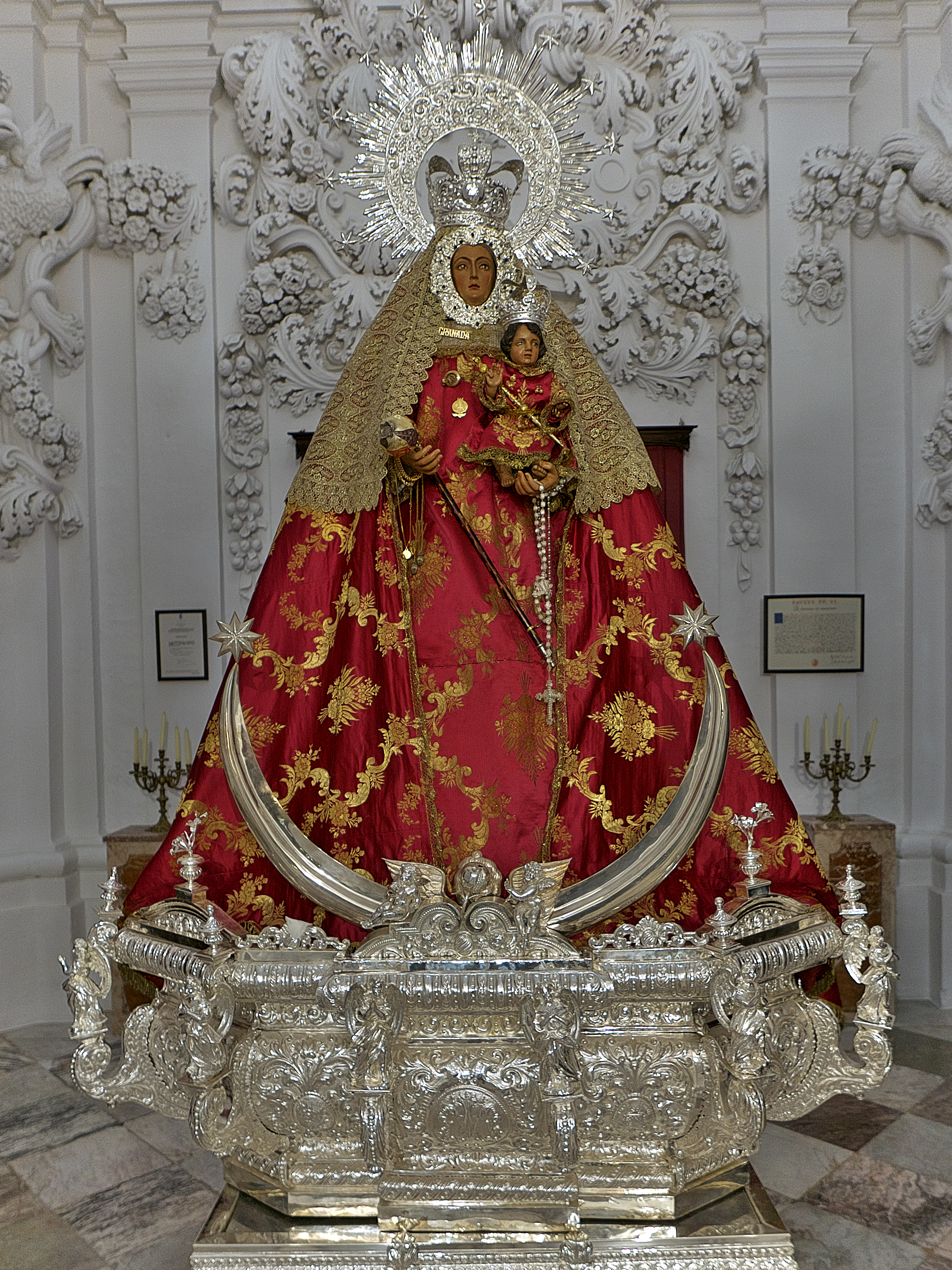
Nuestra Señora de la Granada (Llerena)

En Llerena (Badajoz), la Coronación Canónica de Nuestra Señora de la Granada de Llerena se produjo el 15 de agosto de 1966 realizándola Doroteo Fernández y Fernández, Obispo Auxiliar de Badajoz. Se realizó en la Plaza de España donde en su parte central se instaló un inmenso altar. El paso de Ntra. Sra. se encontraba en el atrio de la Iglesia de la Granada. 
 La presea, realizada por Antonio Pérez, es de plata sobredorada siendo regalo de los llerenenses. La Granada de Oro fue regalada por la Peña Ntra. Sra. de la Granada de Madrid, y el bastón de Alcaldesa Perpetua, la cual fue nombrada en Pleno Extraordinario por votación unánime unos días antes por el Excmo. Ayuntamiento de Llerena, fue regalada por este último.

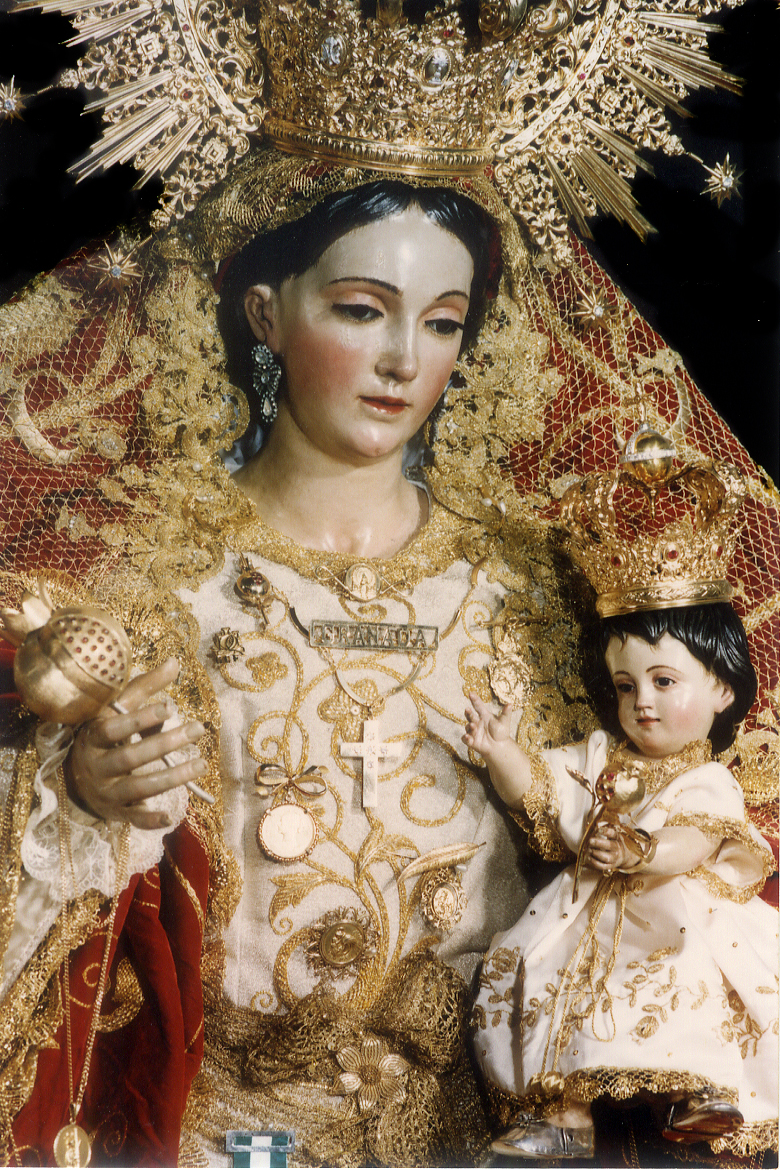
Ntra. Sra. de la Granada Coronada de Guillena.(Sevilla)

### Guillena
La Virgen de la Granada Coronada de Guillena ostenta el título de Patrona y alcaldesa perpetua de la Villa. Cuenta con gran devoción en el pueblo.
La advocación de Ntra. Sra. de la Granada llega a la Villa de Guillena con la conquista de la misma a manos de los tropas castellanas (Orden de Santiago) el 23 de noviembre de 1247.
Anteriormente habían sido derrotados los andalusíes de Cantillana tras una cruenta represión que prácticamente acabó con la totalidad de la población. Mwḥāmmad I ibn Naşr al-Aḥmar, actúa de consejero de los andalusíes tras la barbarie y aconseja que se entregaran a los castellanos a cambio de perdonarles la vida; siendo la fortaleza de Guillena la primera que se entregue. Es así como llega la advocación a la Virgen de la Granada a Guillena.
El primitivo templo gótico-mudéjar se levanta en 1247 y es dedicado a Ntra. Sra. de la Granada. Se desconoce si se veneraba una imagen o posiblemente un cuadro como era propio que implantase la Orden de Santiago.
Se sabe documentalmente que en 1593 Juan de Salcedo tenía en su poder para dorar y policromar un primitivo retablo con una imagen de talla completa de la Virgen de la Granada ostentando ésta la titularidad del templo y que posteriormente con el paso de los años pasaría a ocupar el camarín central del nuevo retablo mayor barroco, hasta que en cierto momento que aún no se ha podido determinar, fue sustituida por una imagen de vestir para procesionar, conforme a la moda de la época de vestir las imágenes marianas. La talla actual puede fecharse en el siglo XVIII como prueba la estética de corte academicista, de carnaciones rosadas y aspectos gentiles, con que fueron concebidas ambas imágenes, y posiblemente sea una adaptación de la primitiva talla del siglo XVI a candelero para vestir, según coinciden varios historiadores y restauradores. 
La nueva talla debió adquirir el título de patrona a su llegada a la localidad. Se conserva un grabado abierto en junio de 1854 por mandato de Juan Ramón Ramírez de Arellano, párroco de Guillena, que da prueba de que la nueva imagen ostentaba ya el título de patrona.
La advocación de Ntra. Sra. de la Granada está muy fuertemente arraigada en la localidad de Guillena, siendo el 8 de septiembre el día mayor festivo. La Virgen de la Granada procesiona dos veces el día 8 de septiembre en una procesión matutina y otra vespertina. 
El 9 de junio de 2007 la imagen fue coronada canónicamente por el Arzobispo de Sevilla D.Carlos Amigo Vallejo en el Prado de San Sebastián de Guillena, siendo la primera advocación de la Granada en Andalucía en recibir dicho reconocimiento.

### Sevilla
En Guillena se asientan las tropas para planear el asedio a la ciudad de Sevilla, donde se deciden tomar Alcalá para entrar en la ciudad a través del río. Una vez tomada Sevilla, llega la advocación de la Granada donde podemos contemplar una hermosa talla que preside actualmente el retablo del jubileo, también cuenta la SEO con una capilla dedicada a esta advocación y un magnífico retablo de cerámica vidriada realizado por el prestigioso artista italiano Andrea della Robbia

### Benacazón
En Benacazón (Sevilla) podemos encontrar una imagen de la Virgen de la Granada en la capilla del Sagrario que posee un retablo de caoba sin dorar, obra de Martínez Montañés en 1618 en la hornacina central se encuentra la imagen talla completa fechada en 1540 (restaurada en 1879), de autor anónimo y atribuida próxima al taller de Roque Balduque. Posee ropaje esculpido. Cuenta la leyenda que fue hallada en la cruceta de un pozo del cortijo de la Torre del Guadiamar.

### La Puebla del Río

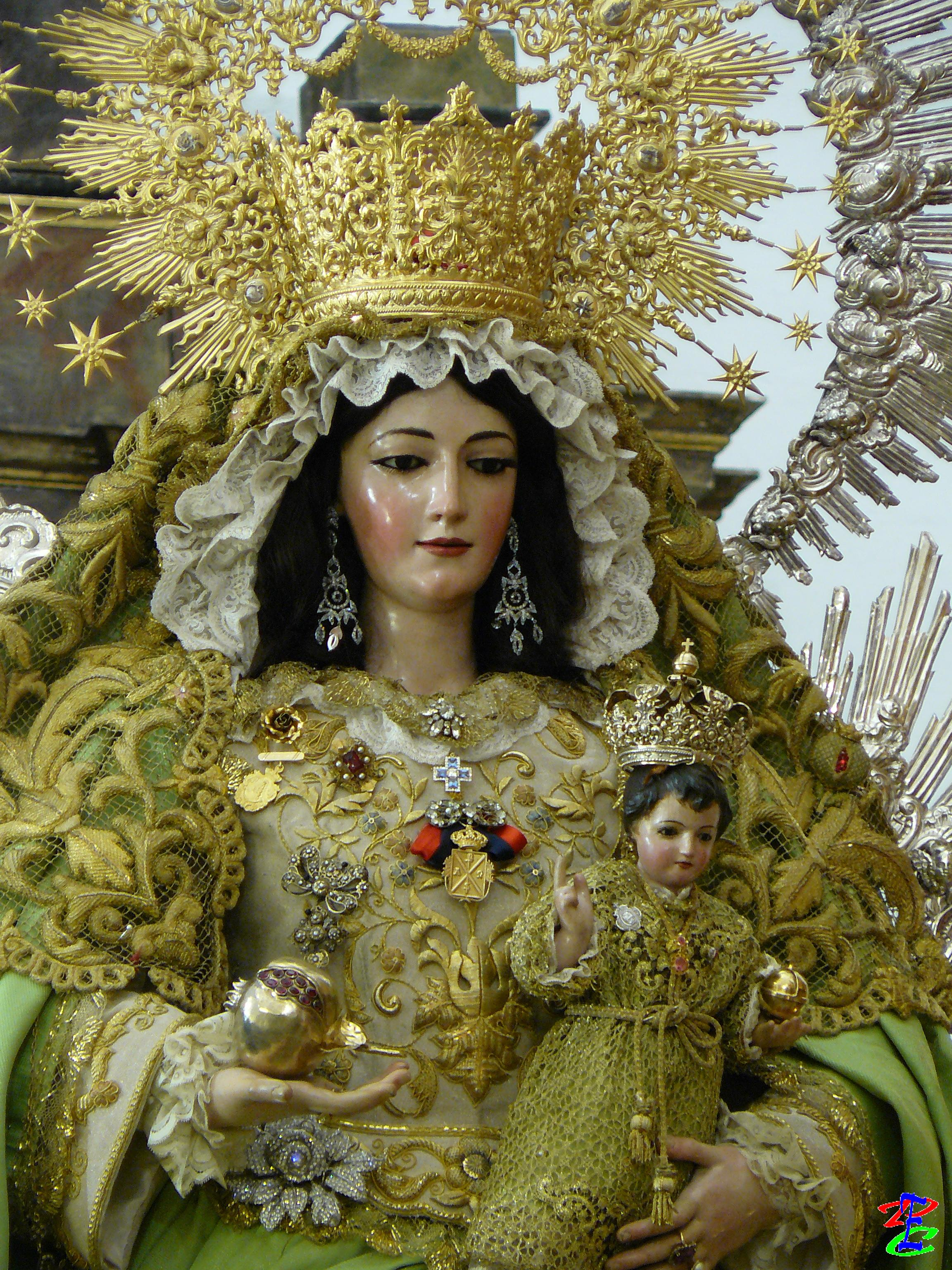
Virgen de la Granada de La Puebla del Río (Sevilla).

En la Puebla del Río, también en la provincia de Sevilla, la Virgen de la Granada es Patrona y Alcaldesa. Es una imagen del siglo XIX que preside el altar mayor de la Parroquia de la que es titular. En su mano derecha muestra una granada, mientras en la izquierda sujeta la imagen del Niño Jesús. Procesiona dos veces al año: el día del Corpus y el 8 de septiembre (festividad de la Natividad de la Virgen). Coronada el 5 de septiembre de 2009 por el Cardenal Amigo Vallejo.

### Granada
En Granada capital, desde el 21 de abril del año 2018, que fue bendecida por el arzobispo de la ciudad, se puede venerar a la imagen de Ntra. Sra. de la Granada y del Niño Jesús de los Reyes, en la céntrica parroquia de San Isidro Labrador (junto a la antigua Facultad de Medicina). Dicha imagen es obra del imaginero granadino D. Alberto Fernández Barrilao, el cual ha seguido el estilo granadino para la ejecución de su obra. Tanto la imagen de la Virgen como la del niño presentan coronas y cetros en color dorado, realizados por José Manuel Bernet. La Parroquia de San Isidro junto con la Asociación del Santo Rosario de Nuestra Señora de la Granada celebran cultos mensuales los terceros sábados de mes.
También hay en la ciudad de Granada otra imagen de Ntra. Sra. de la Granada y del Niño Jesús de los Reyes la cual se encuentra en el Colegio Mayor Albaycín.
No obstante, la devoción a la Virgen de la Granada en la capital nazarí se remonta al siglo XVIII, cuando según atestigua el historiador trinitario Antonio de la Chica Benavides, existió una hermandad con una imagen mariana en la antigua iglesia de san Gil. Esta cofradía debió constar, según la crónica, de 200 hermanos; de los cuales eran jóvenes de la parroquia y también sacerdotes de la ciudad. La imagen se bendijo en julio de 1764 y aunque la hermandad desapareció con el tiempo, aún hoy se conserva en la iglesia de santa Ana, aunque convertida en Virgen del Carmen.

### Cantillana
En Cantillana (Sevilla), la devoción de Nuestra Señora de la Granada fue implantada por los caballeros de Santiago al igual que en otros lugares, La imagen de la Virgen de la Granada era de una de las tallas más notables que se veneraban primero en la Parroquia medieval de Santa María y ya en el sigo XVII en que se costruyó, en la actual Iglesia Parroquial de Nuestra Señora de la Asunción, donde permaneció hasta los sucesos de 1936 en que desgraciadamente fue destruida, perdiéndose para siempre una de las devociones históricas de la localidad. La imagen, del siglo XVI atribuida a Jorge Fernández Alemán, guardaba importantes similitudes con otras tallas marianas de este escultor como la Virgen del Pino de Canarias o la de la Bella de Lepe, su importante valía propició que fuese requerida para la magna exposición mariana celebrada en la Hispalense Parroquia del Divino Salvador en 1929 con motivo de la Exposición Iberoamericana celebrada en Sevilla, gracias a la cual contamos con varios testimonios gráficos de excelente calidad, así como una descripción de la misma en el catálogo de esta exposición. Se veneraba en el retablo mayor de la Iglesia hasta 1850 aproximadamente en que pasó a los pies de la nave del evangelio construyéndose entonces un retablo neoclásico para albergarla, todo ello destruido en durante la Guerra Civil. 

### La Granada de Riotinto
La actual talla es obra de Eslava Rubio y venía a sustituir a otra primitiva destruida. 

### Madrid
En Madrid existe una parroquia bajo esta advocación de la Virgen, localizada en el distrito de Ciudad_Lineal, barrio de Pueblo Nuevo, calle de Villasilos, 9.
- Datos: Q6163499
- Multimedia: Our Lady of the Pomegranate / Q6163499

1. ↑  Montero Santarén, Eulogio (1900). Monografía histórico-descriptiva de la ciudad de Llerena. Centro de Iniciativas y Turismo de Llerena. p. 33-35.
2. ↑  «La Parroquia Pastoreña de Cantillana».
3. ↑  Silva, Juan Antonio (2011). «MOBILIARIO LITÚRGICO DEL SIGLO XVIII EN LA IGLESIA PARROQUIAL DE GUILLENA». Laboratorio de Arte. Universidad de Sevilla.
4. ↑  «La Capilla de Scalas. Catedral de Sevilla».
5. ↑  «Iglesia Parroquial de Santa María de las Nieves. Benacazón.».